# مرکز پزشکی شهرستان آشتابولا
مرکز پزشکی شهرستان آشتابولا  (به انگلیسی: Ashtabula County Medical Center) بیمارستانی خصوصی در شهر اشتابولا، اوهایو ایالات متحده آمریکا است.